# Huelin
Huelin es un barrio que pertenece al Distrito Carretera de Cádiz de la ciudad de Málaga, España. Según la delimitación oficial del ayuntamiento, limita al norte con el barrio de La Princesa; al noreste con Jardín de la Abadía; al suroeste con los barrios de Alaska, 25 Años de Paz, Torres de la Serna y Pacífico; y al este con el mar.
Se trata del primer barrio diseñado para obreros de la ciudad, donde se alzaron las primeras chimeneas industriales de la Málaga del siglo XIX y se desarrollaron actividades textiles, tabaqueras, metalúrgicas, harineras y ferroviarias. Tomó su nombre del industrial Eduardo Huelin Reissig, quien levantó las primeras viviendas del barrio junto a la ferrería La Constancia y la fábrica textil de Industria Malagueña S.A.
A día de hoy es de uno de los barrios de Málaga más puros y castizos, ya que conserva gran parte de su esencia marinera y popular.

## Historia

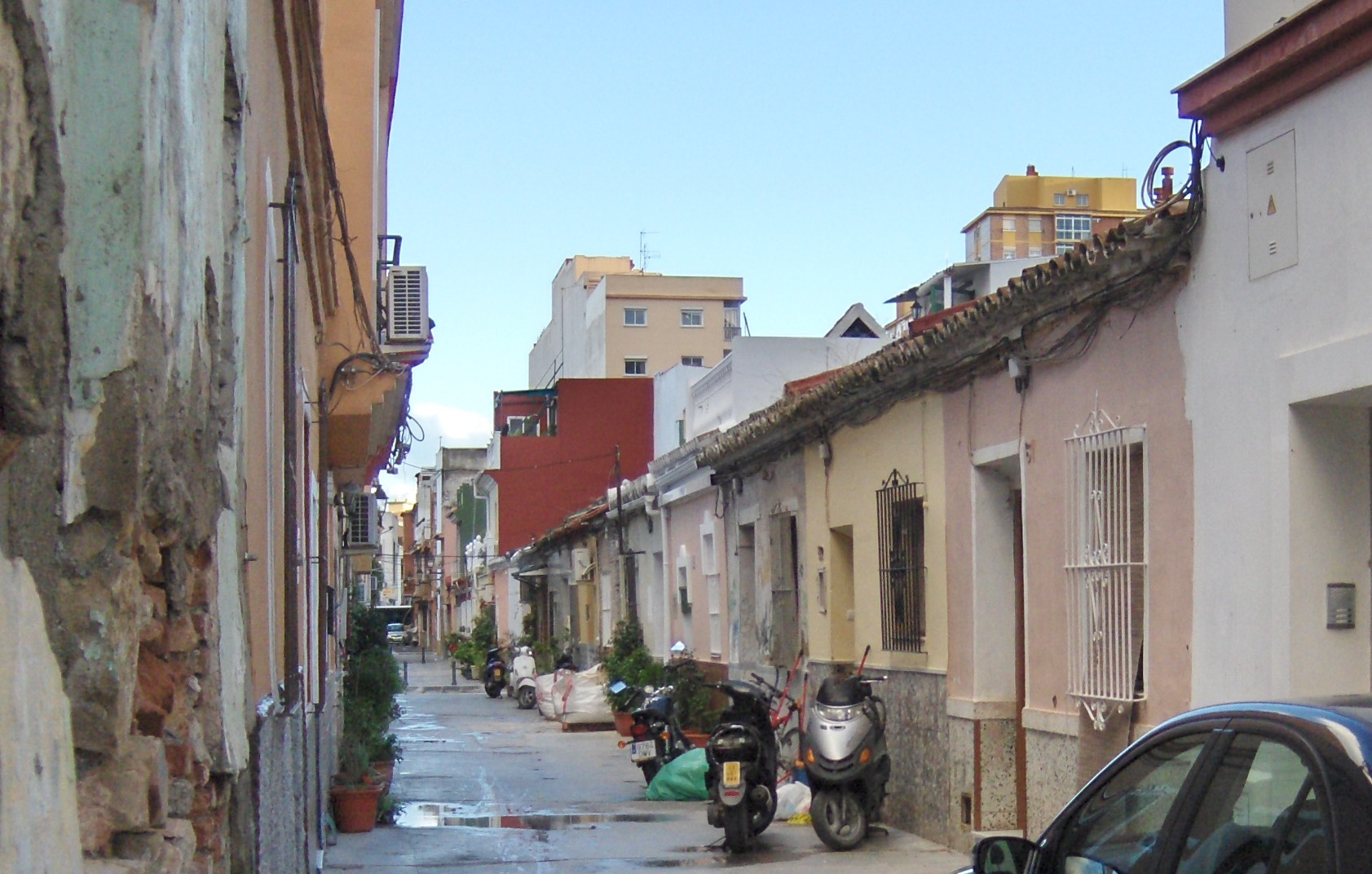
Calle Villarroel, en la que aún se conservan algunas viviendas del proyecto original del barrio obrero de 1868.

Desde la década de 1830 la ciudad de Málaga experimenta una intensa industrialización, pero no fue hasta los años 1860 cuando las condiciones de hacinamiento de la mayor parte de la población hacen patente la necesidad de extender la ciudad más allá de los tradicionales límites urbanos. El Plan de Ensanche de 1861 no preveía apenas nuevos espacios para urbanizar y no resolvía las tensiones derivadas de una ciudad en rápido crecimiento. En la zona del oeste se asentaban hacia esa fecha siete fábricas metalúrgicas, textiles y químicas que requerían del trabajo de más de 4000 obreros a diario. Con el transcurrir de la década, el número de fábricas aumentó hasta doce y consecuentemente aumentó el número de obreros que a diario se trasladaban a la zona.
En este contexto, el industrial Eduardo Huelin Reissig presentó en 1868 el proyecto del barrio obrero de Huelin, en una zona junto a las fábricas, fuera de los ensanches previstos. El proyecto pretendía el establecimiento de casas baratas para la clase obrera a gran escala, por lo que se hubo que redactar un plan para la construcción de toda una nueva barriada. Fue un proyecto revolucionario en cuanto que fue el primer barrio para obreros que no consistía en los típicos corralones en los que se hacinaban los trabajadores en condiciones extremas, como era el caso del vecino barrio de El Bulto, promovido por Manuel Agustín Heredia en 1851, y posteriormente se inspiraron en él los diseños para otros barrios como el de La Pelusa, el ensanche al norte de La Trinidad o al norte de El Molinillo.
El proyecto tenía como objetivo la mejora de las condiciones de vivienda de los obreros, pero también hacer desaparecer los dos lugares en los que estos socializaban y donde se propagaban las ideas del movimiento obrero: la taberna y el patio de vecinos del corralón, considerados como lugares inductores al comportamiento "desviado". De esta forma, se concibe un proyecto de viviendas unifamiliares, agrupadas en pequeñas manzanas en cuyas esquinas se colocan las únicas viviendas de dos plantas, destinadas a los capataces. El proyecto incluía una iglesia, un dispensario y una escuela, además de las más de 1000 viviendas, siendo uno de los mayores proyectos de la época de todo el país.
Actualmente, el barrio cuenta con edificaciones de diferentes alturas, mezclando las tradicionales con rehabilitaciones; haciendo que su silueta urbana sea irregular. La calle Tomás Echeverría concentra los locales de ocio y restauración del barrio.

## Lugares de interés

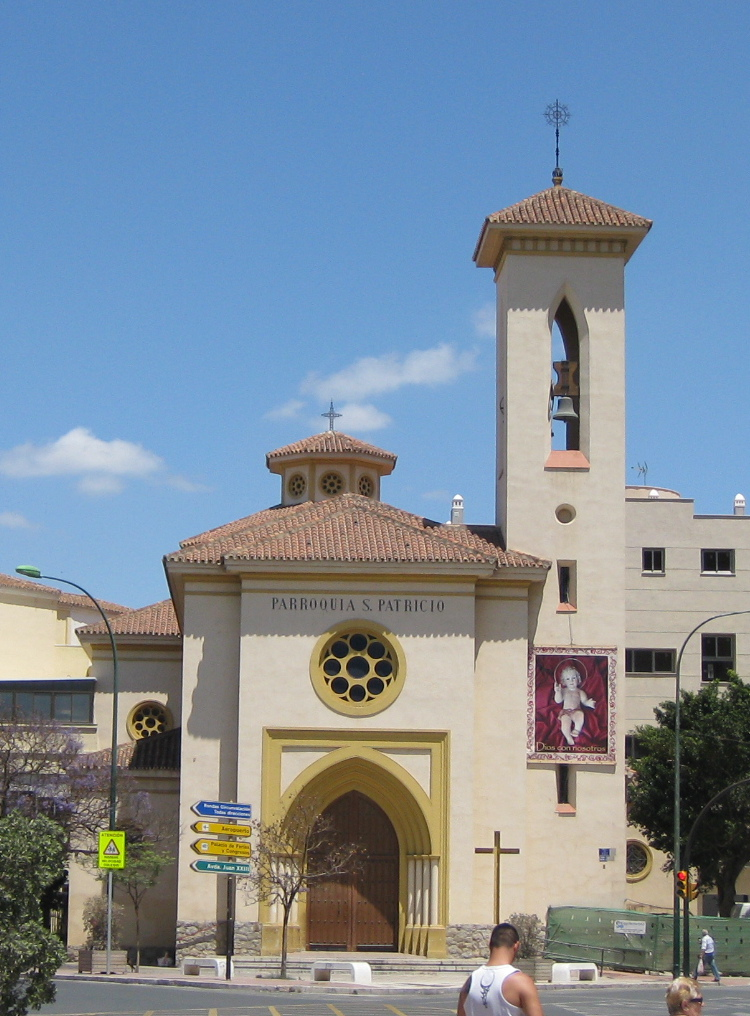
Iglesia de San Patricio.

### Plaza Neptuno
La Plaza Neptuno, en pleno centro del barrio y con unas maravillosas vistas a la Playa de Huelin es considerado uno de los lugares de mayor interés del barrio. Se trata de una plaza privada.Reconocimiento obtenido gracias, en gran parte, a sus vecinos, y todos los grandes acontecimientos que han tenido lugar en esta. 
Cabe destacar la celebración tras ganar la Copa Mundial de fútbol en 2010 o los actos para amenizar a la vecindad durante la larga cuarentena a causa del Coronavirus (COVID-2019) a principios de 2020. 

### Colección del Museo Ruso de San Petersburgo/Málaga
La Colección del Museo Ruso de San Petersburgo/Málaga se sitúa en el edificio de Tabacalera, en el barrio de Huelin, y se trata de la primera sede del Museo Estatal Ruso en Europa Occidental. El centro fue inaugurado el 25 de marzo de 2015. Actualmente acoge una exposición anual, La Dinastía Románov, una exposición temporal, Kandinsky y Rusia, y el espacio didáctico Schönberg y Kandinsky. Además, el centro acoge ciclos de conferencias, talleres culturales e infantiles, obras de teatro, conciertos de música, emisión de películas y eventos.

### Iglesia de San Patricio
La iglesia de San Patricio fue fundada 1891. Anteriormente existió una pequeña iglesia construida por la familia Huelin 1875 junto a una de sus fábricas de azúcar, pero con el paso del tiempo y la proliferación de casas y chabolas junto a fábricas y a lo largo de las playas se quedó pequeña para atender a la población. El edificio actual data de 1950 y es obra del arquitecto Enrique Atencia Molina, que la construyó siguiendo el proyecto de Fernando Guerrero-Strachan Rosado. Tiene planta de cruz latina y, como otros templos coetáneos, su estética hace referencias al pasado, en este caso al gótico y el mudéjar.
En ella tienen su sede la Hermandad de la Mediadora y la Hermandad de la Virgen del Carmen de Huelin.

### Parque de Huelin
Construido sobre los terrenos donde estuvo la fábrica "La Constancia", uno de los primeros Altos Hornos de España, el Parque de Huelin es un espacio verde con más de 700 árboles y una superficie de 32.000 m². Allí se pueden encontrar dos lagos artificiales, dos zonas con columpios para los niños y niñas. Además hay un pequeño campo de fútbol con césped artificial. 

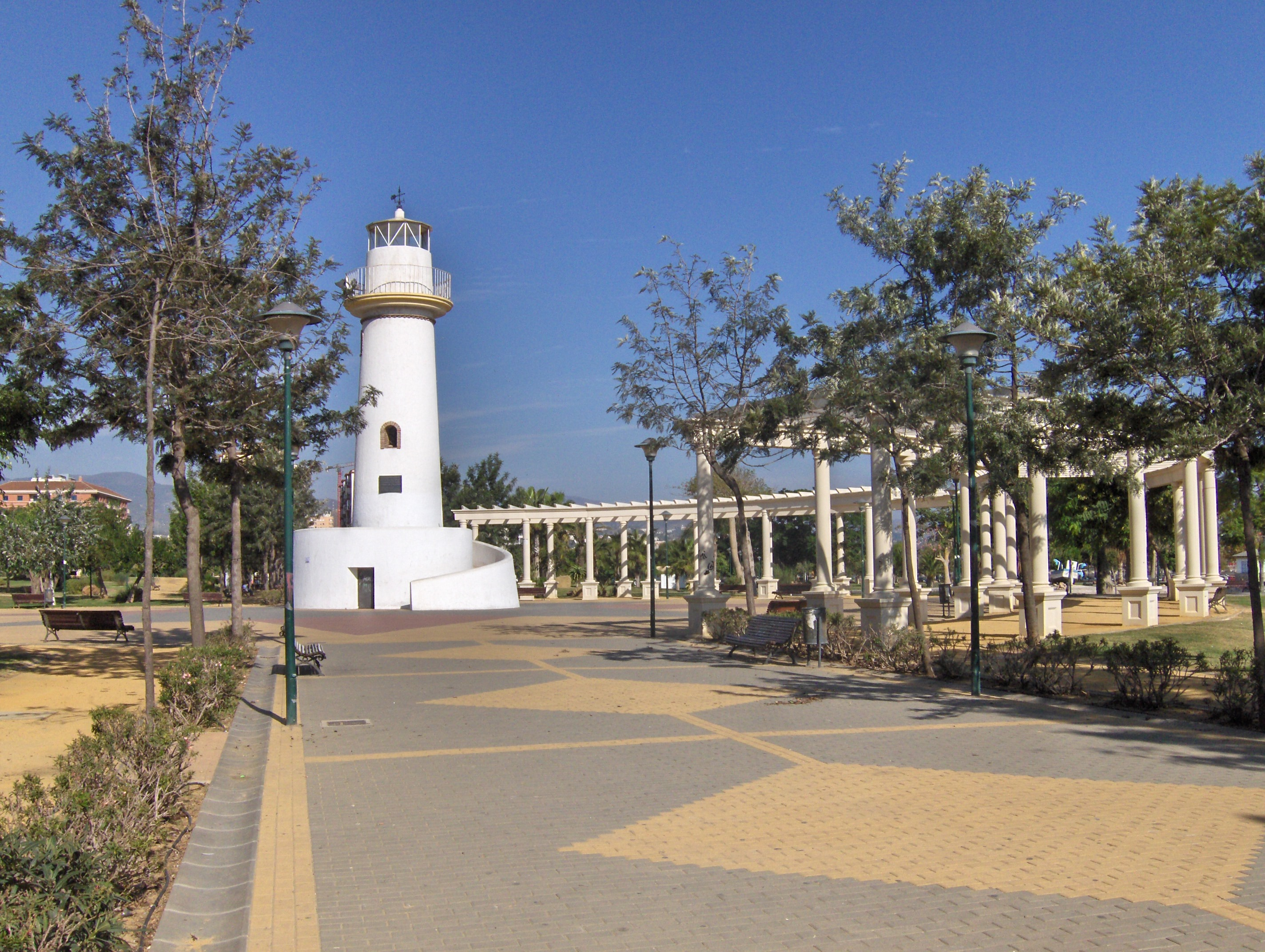
Faro del Parque de Huelin

Dentro del mismo parque se puede encontrar el centro deportivo GoFit.

## Transporte
En autobús el barrio queda conectado con el resto de la ciudad mediante las siguientes líneas de la EMT: 
| Línea | Trayecto                                        | Recorrido | Frecuencia                             |                                                         |
| ----- | ----------------------------------------------- | --------- | -------------------------------------- | ------------------------------------------------------- |
| 1     | Parque del Sur - Hermanos Lumière (San Andrés)  | Recorrido | 8-9 minutos                            |                                                         |
| 3     | Puerta Blanca - El Palo (C. Olías)              |           |                                        | Virreina-Santa Paula 30 minutos Recorrido\|\| 8 minutos |
| 5     | Parque del ocio - Alameda principal             | Recorrido | 25-30 minutos                          |                                                         |
| 9     | Alameda Principal - Churriana                   | Recorrido | 25-30 minutos                          |                                                         |
| 10    | Alameda Principal - Churriana                   | Recorrido | 25-30 minutos                          |                                                         |
| 15    | La Virreina - Santa Paula                       | Recorrido | 11-12 minutos                          |                                                         |
| 7     | Parque Litoral - Carlinda                       | Recorrido | 12-13 minutos                          |                                                         |
|       |                                                 |           |                                        |                                                         |
| 22    | Avda. Molière - Universidad                     | Recorrido | 10 minutos (16-18 en época no lectiva) |                                                         |
| 27    | Avenida M. A. Heredia - Polígono I. Guadalhorce | Recorrido | 70-80 minutos                          |                                                         |
| 31    | Paseo del Parque - Palacio de Deportes          | Recorrido | 18-25 minutos                          |                                                         |
| 40    | Paseo de la farola - Sacaba beach               | Recorrido | 25-30 minutos                          |                                                         |
| N1    | Puerta Blanca - El Palo                         | Recorrido | 25 minutos                             |                                                         |
|       |                                                 |           |                                        |                                                         |

En tren, el barrio queda conectado con el resto de la ciudad mediante las siguientes estaciones de Metro Málaga:
| PRINCESA-HUELIN |

## Educación
Huelin cuenta con varias centros educativos de diversos nivelesː
- Escuela infantil Mamá Oca II
- Centro Infantil "Lucerito"
- Centro Infantil "Gugulandia"
- Centro Privado De Educación Infantil 2San Patricio"
- Centro Educativo Diocesano "San Patricio"
- Colegio Diocesano "Virgen del Carmen"
- Colegio Público "Eduardo Ocón"
- Instituto de Educación Secundaria "Huelin"

El instituto de educación secundaria de Huelin cuenta con más de 800 alumnos matriculados en los niveles de ESO y Bachillerato. Se construyó en lo que era una zona de escombros de una antigua fábrica de reparación de trenes llamada "La Vers", cuyo nombre se le asignó en los primeros años al instituto, para llamarse definitivamente con el nombre del barrio en el que se sitúa. Fue inaugurado el uno de octubre de 1983.
El barrio cuenta con una biblioteca pública llamada "María Zambrano", ubicada junto al mercado de Huelin.

## Fiestas marineras
Las fiestas marineras en honor a la Virgen del Carmen tienen lugar a mediados del mes de julio. El acto central de las fiestas es la procesión de la virgen que, tras una Salve Marinera, sale de la Iglesia de San Patricio y recorre varias calles del barrio hasta la playa, donde la virgen se embarca en una jábega para ser paseada por la bahía de Málaga. Las fiestas se desarrollan durante varios días e incluyen conciertos, bailes, degustaciones gastronómicas y regatas de kayak y jábegas.